# Кори Удовички
Кори Удовички (Ла Паз, 4. децембар 1961) српска је економисткиња и политичарка. Бивша је потпредседница Владе и некадашња министарка локалне самоуправе и државне управе у Влади Републике Србије и бивша гувернерка Народне банке Србије.
Она је асистенткиња генералног секретара Уједињених нација, асистенткиња администраторка Развојног програма Уједињених нација (УНДП) и директорка регионалног бироа Развојног програма Уједињених нација за Европу и Заједницу независних држава (земље бившег Совјетског Савеза).
Раније је била оснивачица и председница Центра за напредне економске студије (ЦЕВЕС), београдску невладину организацију која се бавила истраживањем у економији и образовању у југоисточној Европи. Била је такође председница борда директора фондације за напредну економију. ЦЕВЕС-ова главна публикације је Квартални монитор економских трендова и политике Србије, која се бавила надгледањем макроекономије, корпоративних и финансијских трендова и политике Србије, а излазио је на српском и енглеском. Кори Удовички је била главна уредница до 2007. године.

## Биографија
Кори Удовички рођена је 1961. године у Ла Пазу (Боливија). Мајка јој је Боливијка, а отац Лазар Удовички, учесник Шпанског грађанског рата, Француског покрета отпора, Народноослободилачке борбе и друштвено-политички радник СФР Југославије. Има три сестре и брата и сестру из очевог првог брака. Једна од њених сестара је Ленка Удовички, позната позоришна и оперска режисерка и глумица, супруга Радета Шербеџије. Њен ујак је бивши председник Боливије, Гонзало Санчез де Лозада.
Дипломирала је на економском факултету у Београду 1984. године, магистрирала 1988. и докторирала 1999. године у економији на Универзитету Јејл. Истраживала је међурегионалну трговину и интеграцију између република СФР Југославије.
Од 1993. до 2001, радила је у Међународном монетарном фонду у Вашингтону и онда се вратила у Београд као специјална саветница министра финансија и привреде у Влади Србије. 2002. године је постала министарка за енергетику и рударство у Влади Републике Србије. За гувернерку Народне банке Србије изабрана је 23. јула 2003. године и на тој функцији остала до 25. фебруара 2004. године, када је опозвана због нелегалности током гласања у српском Парламенту.